# Культура Миннесоты
Культура Миннесоты — субкультура США, сложившаяся в штате Миннесота. Как и культура США в целом, она формировалась под влиянием этнического и расового многообразия населения штата. Свой вклад в неё внесли коренные американцы и переселенцы из стран Скандинавии, из Ирландии, из Германии, из восточной Европы, многие другие группы иммигрантов.
Стереотипным представлением о жителях Миннесоты является понятие «Minnesota nice». Согласно ему, типичный миннесотец вежлив, эмоционально сдержан, дружелюбен, не любит привлекать к себе внимание, избегает скандалов и вообще конфликтных ситуаций. Обратной стороной является склонность к пассивной агрессии.

## Культура доисторической Миннесоты

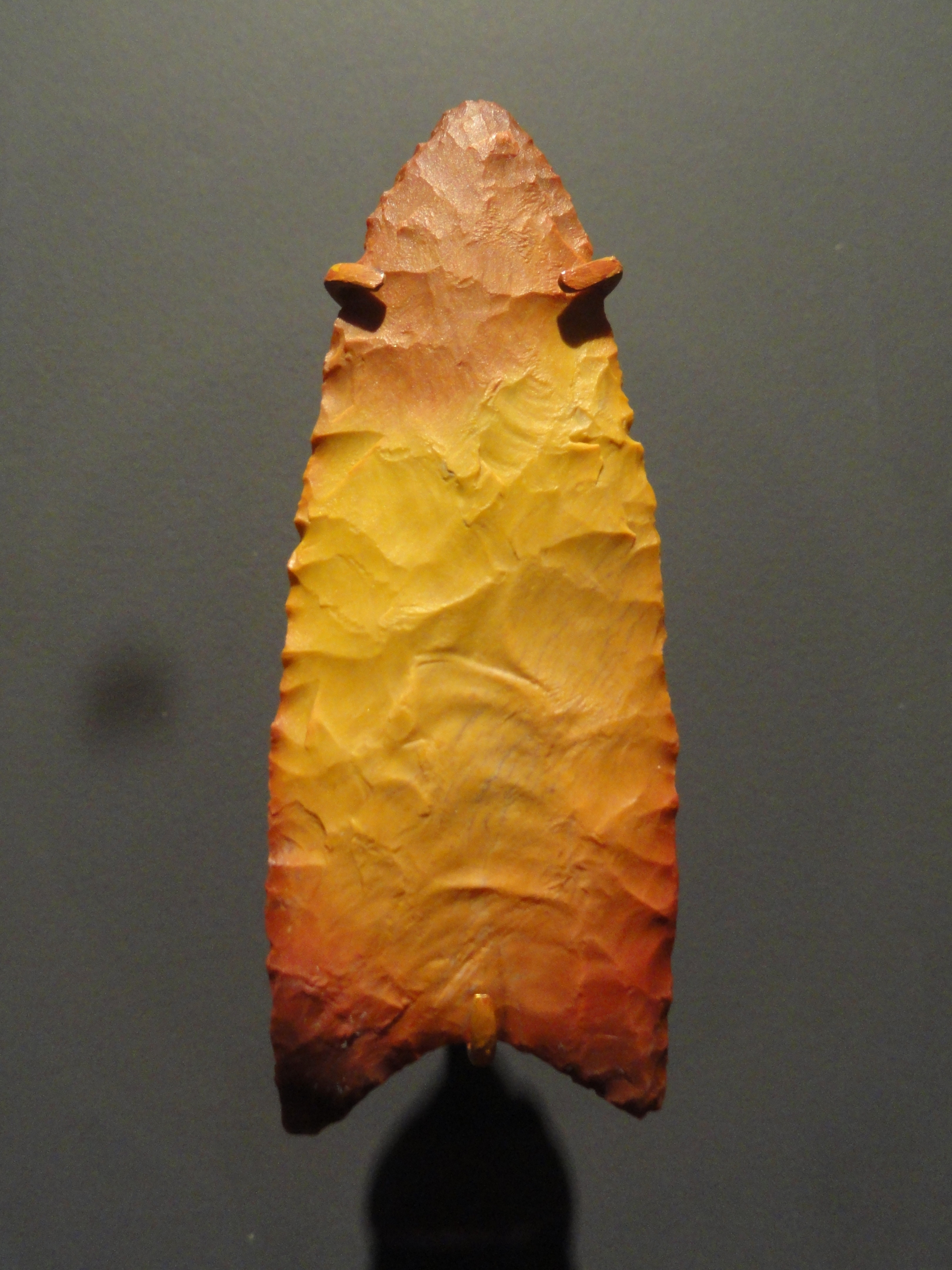
Рубило Кловиса

Самые древние останки людей на территории Миннесоты, датированные 7—8 тысячелетиями до нашей эры, были найдены в Браунс-Валли в 1933 году. Рядом с костями «Человека из Браунс-Валли» лежали так называемые рубила Кловиса и Фолсома. Также к считающимся древнейшими (середина 8 тысячелетия до н. э.) захоронениям в Миннесоте относится Брэдбери-Брук, захоронение на озере Милль-Лэкс.
Спустя несколько сотен лет после заселения Миннесоты индейцами на территории штата резко потеплел климат. Мамонты и им подобные крупные животные вымерли, и люди перешли на другую пищу. Благодаря потеплению стало больше орехов, ягод и овощей, изменилась мясная пища: вместо мамонтов появились бизоны, олени и разнообразные птицы. Исчезла необходимость в крупном каменном оружии; кроме того, распространилось рыболовство, индейцы стали изготовлять крюки, сети, гарпуны.
В районе 5000 года до н. э. люди, населявшие побережье Верхнего озера, первыми на континенте начали обрабатывать металл — точнее, медную руду с высоким содержанием меди. Из неё получались острые ножи и наконечники копий.
На скалах с Джефферскими петроглифами самые ранние петроглифы датированы архаическим периодом (1700—900 гг. до н. э.) Примерно с 1000 года до н. э. развиваются гончарное дело и керамика. С 200 года до н. э. до 400 года н. э. на берегах Миссисипи развилась Хоупвеллская традиция. За несколько сотен лет в штате достигла расцвета Миссисипская культура (от неё, возможно, позже произошла культура лакота).

## Архитектура

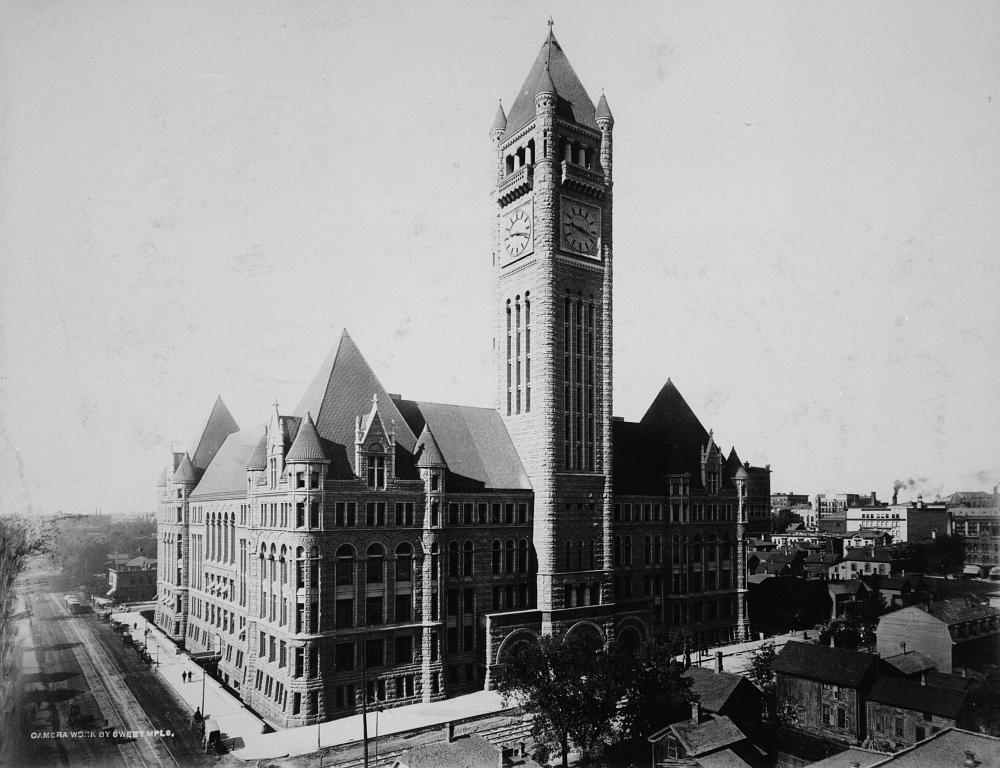
Ратуша Миннеаполиса (фото начала XX века)

Слева направо: IDS Center, Wells Fargo Center, AT&T Tower

Самые ранние находки индейских поселений в Миннесоте относятся приблизительно к 3000 году до н. э. Из сохранившихся до наших дней строений наиболее древними считаются курганы в округе Оттер-тейл, созданные около 800 года до нашей эры.
Европейцы достигли Миннесоты в конце 1600-х годов, однако в течение следующих ста лет европейская архитектура была представлена только несколькими торговыми фортами
.
С начала XIX века заселение Миннесоты начинает идти более активно. К этому периоду относятся такие архитектурные памятники, как форт Снеллинг на слиянии рек Миссисипи и Миннесота, и каменный дом Генри Сибли. Однако самым распространённым типом строений оставались обычные деревянные дома.
К середине века, когда население Миннесоты увеличилось с шести до ста семидесяти тысяч человек, в Миннесоте стали появляться и здания с, по крайней мере, претензией на архитектурный стиль. Поскольку строители довольствовались использованием форм и методов строительства, разработанных в других местах, ничего похожего на региональный архитектурный стиль не появлялось в Миннесоте до начала 1900-х годов. Кое-где, однако, этнические традиции или использование местных материалов создали отличительные очаги архитектуры, такие как финские бревенчатые здания округа Сент-Луис и кварцитовые здания в центре города Пайпстон. Особенной популярностью пользовался романский стиль, впервые предложенный бостонским архитектором Генри Ричардсоном. Ратуша Миннеаполиса и дом Джеймса Хилла в Сент-Поле являются выдающимися памятниками его стиля. К этому же времени относятся работы миннесотских архитекторов Кэсса Гильберта, Кларенса Джонсона и Лероя Баффингтона. Гилберт был, пожалуй, самым талантливым и самым амбициозным из всех. Выиграв конкурс на проектирование Капитолия штата Миннесота в 1895 году, он приобрел известность не только в Миннесоте, но и в целом в США.
В начале XX века большое распространение получил стиль арт-деко, однако Великая депрессия оказала негативное воздействие на развитие архитектуры в Миннесоте. Новое строительство практически остановилось на несколько лет, многие исторические здания были снесены, а архитекторы обанкротились. Спонсируемые федеральным правительством строительные программы были незначительны и в основном фокусировались на ландшафтно-парковом строительстве. Ситуация стала меняться к лучшему только в конце 1930-х годов.
С середины XX века основным архитектурным стилем в Миннесоте является модернизм. Самым известным из зданий середины века в Миннесоте считается театр Гатри (1963, разрушен в 2006 году).
Как и в США в целом, в Миннесоте распространена застройка городского центра выполненными по индивидуальным проектам небоскрёбами. Самое высокое здание штата — IDS Center, имеющее высоту 241 метр, что делает его 54-м по высоте во всех США. Больше всего небоскрёбов штата расположено в Миннеаполисе — 27 из 37; 8 — в Сент-Поле, и 2 — в других городах штата.
Архитектура в Миннесоте с 1970-х годов стала резко разделенным миром. С одной стороны, штат является царством «высокого дизайна», привлекающим архитектурных суперзвезд. Одним из первых архитекторов современной эпохи, оставивших след в Миннесоте, был Филип Джонсон, спроектировавший IDS Center в 1973 году (совместно с Джоном Берджи и Эдвардом Бейкером). Также можно отметить таких выдающихся архитекторов и архитектурные бюро, как Сезар Пелли (Wells Fargo Center и Центральная библиотека), Фрэнк Гери (Художественный музей Фредерика Вайсмана), Херцог и де Мёрон (реконструкция Центра искусств Уокера, 2005 г.), Жан Нувель (новое здание Театра Гатри).
В то же время архитектурная выразительность обычных зданий, составляющих сердцевину архитектурного облика, неуклонно ухудшается. Эта тенденция наиболее очевидна в разрастании торговых центров, офисных комплексов, заправочных станций, многоквартирных домов, которыми застраиваются окраины крупных городов штата. Здесь безраздельно господствует «большая коробка» — дешевая, легкая конструкция с ожидаемой продолжительностью жизни в двадцать лет, в то время как старые архитектурные достоинства красоты, долговечности и пользы, похоже, почти заброшены. Некоторые из этих достоинств, однако, еще могут вернуться, особенно если растущий интерес к «зеленой» архитектуре приведет к новому поколению зданий в Миннесоте, одновременно энергоэффективному и долговечному.

## Кухня

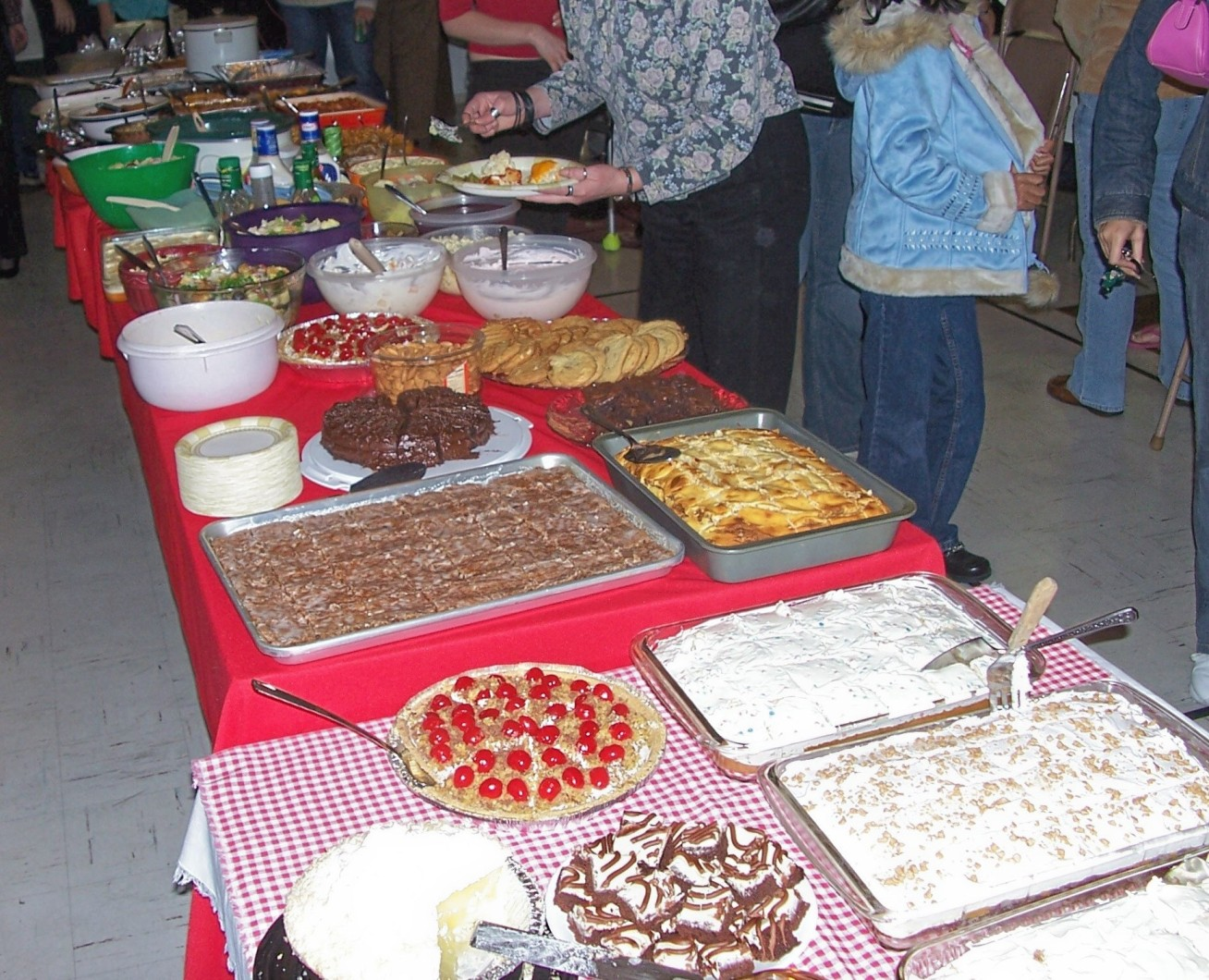
Складчина в Миннесоте

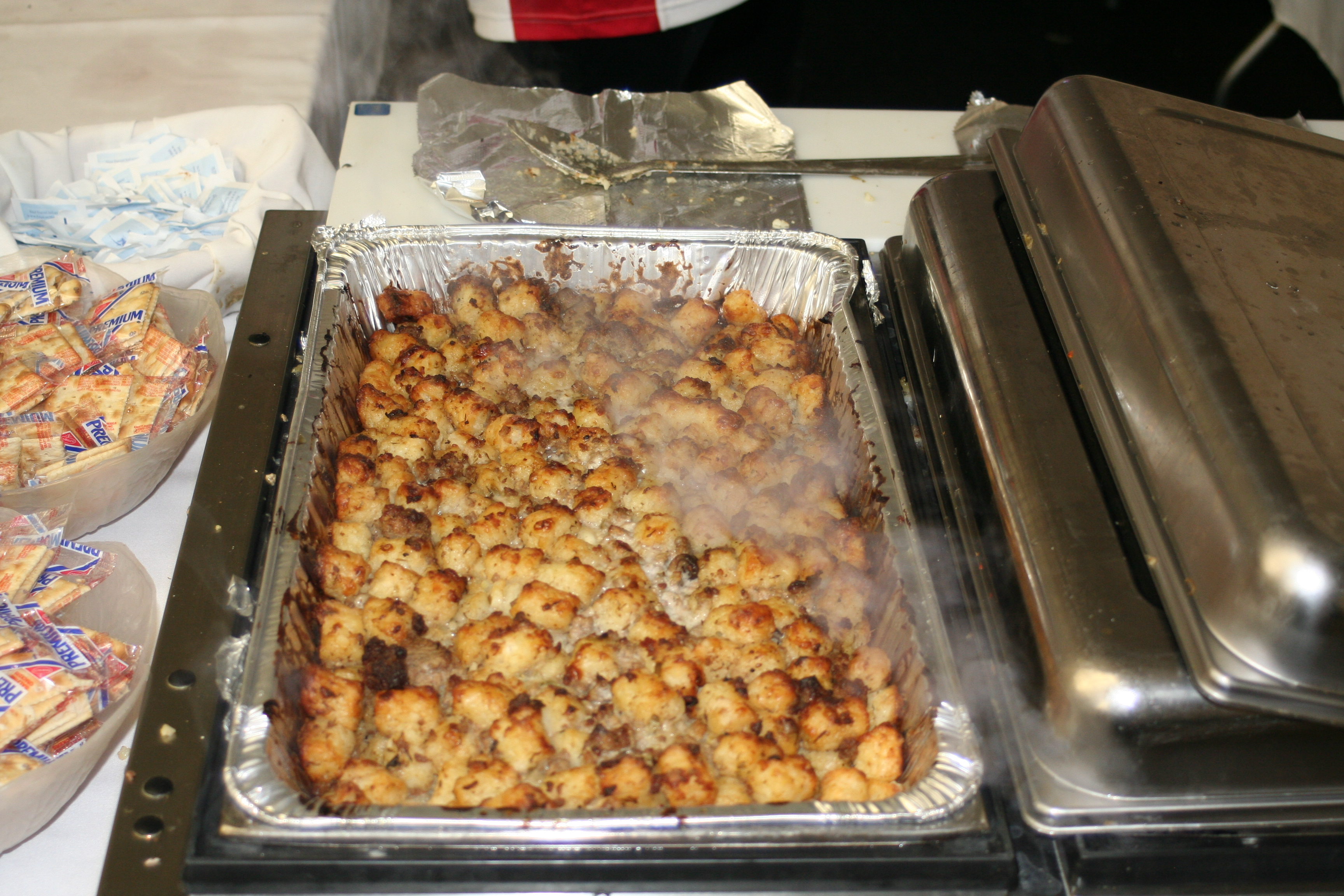
Хотдиш

Миннесота является естественным ареалом таких культур, как дикий рис, черника, малина, ежевика, черемуха, лесной орех. В реках и озёрах Миннесоты водятся разнообразные рыбы: судаки, панфиш, форель. До прихода европейцев это было основой кухни месных коренных народов. Оджибве считают дикий рис не только важным продуктом питания, но и предметом почитания и важным компонентом общественной и церемониальной жизни. И сейчас эти ингредиенты являются предпочтительными для кухни Миннесоты. Типичные гарниры включают картофельное пюре, соленые огурцы, желейный салат, местный вареный молодой картофель, приправленный свежими травами или хреном, печеные бобы и овощи, такие как сладкая кукуруза в початках, горох с маслом, морковь и стручковая фасоль. Картофель, предпочитаемый рису или макаронам, часто подают вместе с булочками с маслом и домашним клубничным джемом.
В северной части Миннесоты, вдоль берега Верхнего озера, исторически развито рыболовство: многие из иммигрантов первой волны прибыли туда непосредственно из прибрежных деревень Норвегии. Вылавливаются омуль, озерная форель, озерный сиг и азиатская корюшка. Выловленную рыбу коптят и вялят в прибрежных городах.
Значительное влияние на кухню Миннесоты оказала скандинавская кухня. Здесь можно найти лютефиск, граавилохи с укропом, дамплинги, шведские тефтели с брусничным соусом. Лефсе в Миннесоте обычно готовят на рождественский ужин. Скандинавский рисовый пудинг также подается во время праздников.
Вкладом иммигрантов из восточной Европы являются пероги, маковые рулеты, клёцки, колачи, голубцы.
Благодаря немецким иммигрантам в Миннесоте появилось кольраби.
На общественных мероприятиях, предусматривающих общий приём пищи (семейные встречи, церковные обеды) популярностью пользуется хот-диш. Это разновидность запеканки, с мясом, подаваемая в горячем виде (дословно hotdish — «горячее блюдо»). Классическим примером является приготовление из говяжьего фарша с картошкой, приправленных густым сгущенным сливочным соусом из грибного супа, но иногда в Миннесоте вместо картофеля используется дикий рис или даже макароны. Использование крем-супа из грибов настолько распространено, что его часто называют в таких рецептах «лютеранским связующим», ссылаясь на то, что хот-диш является основным продуктом поваренных книг лютеранской церкви. Некоторые комментаторы считают суп определяющим ингредиентом.
Сельское хозяйство до сих пор является важной частью экономики Миннесоты, хотя в настоящее время в нём занято менее 1 % жителей штата. Миннесота является крупнейшим в США производителем сахарной свёклы, кукурузы, гороха.

## Литература

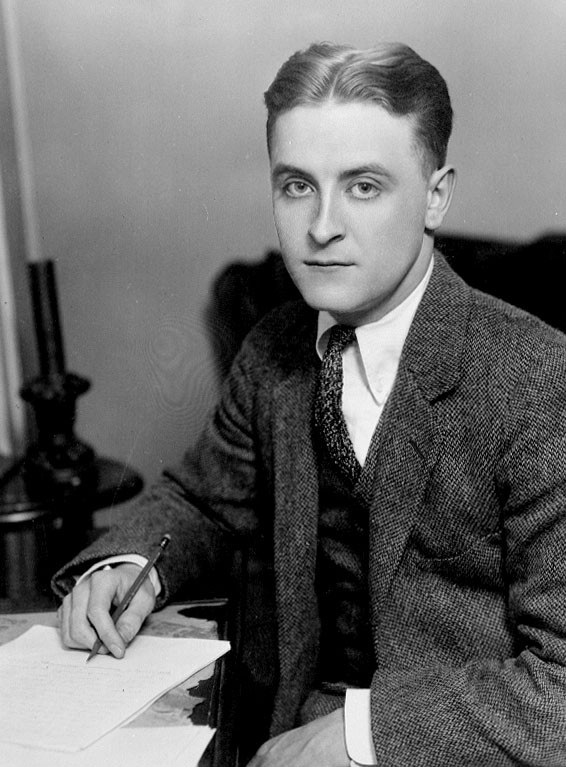
Фрэнсис Скотт Фицжеральд

## Музыка

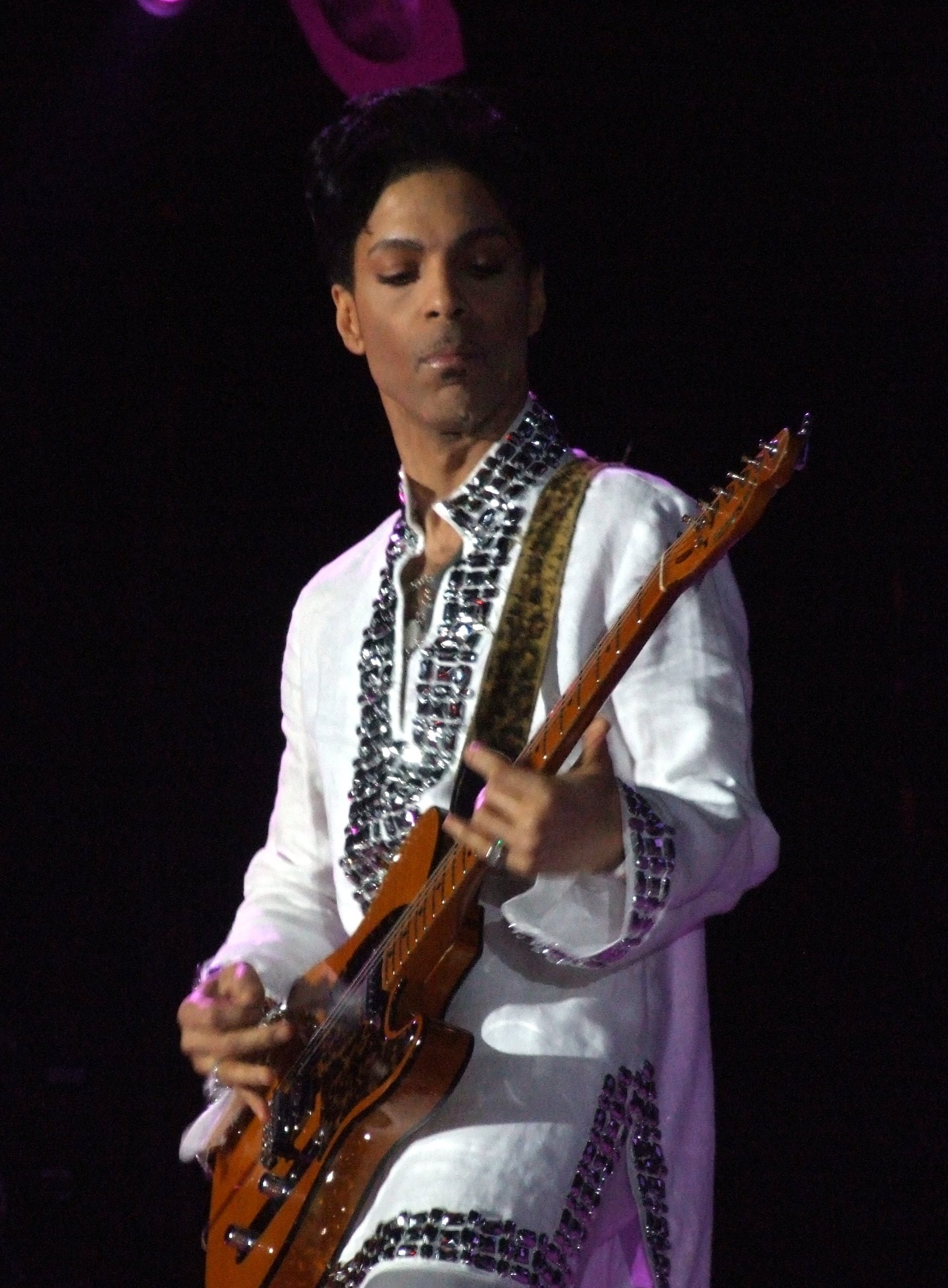
Принс

Музыка сыграла значительную роль в историческом и культурном развитии Миннесоты. Своими корнями она уходит в музыку коренных американцев, народные песни дакоты могут быть праздничными, боевыми или церемониальными.
Ранние французские путешественники и торговцы мехом принесли с собой французский шансон, зачастую эти песни были приспособлены к ритму гребли на каноэ. Более поздние европейские поселенцы также принесли с собой традиционную народную и классическую музыку, особенно хоровую музыку и музыку на христианскую тематику, оперу и разновидности этнической народной музыки, включая славянские и скандинавские стили. Современная традиционная танцевальная музыка основана в основном на шоттишах, польках и вальсах с инструментами, включая скрипку, мандолу, аккордеон и банджо.
Культурная жизнь в сельской Миннесоте испытала большое влияние шведской, финской и норвежской музыки.
Музыкальная жизнь штата сосредоточена в Миннеаполисе и Сент-Поле, и большинство миннесотских артистов, ставших популярными на национальном уровне, либо приехали из этого района, либо дебютировали там. В качестве выдающихся артистов Миннесоты можно назвать сестёр Эндрюс, Боба Дилана, Джимми Джема и Терри Льюиса, группы Owl City и Motion City Soundtrack. Наибольший вклад Миннесоты в американскую популярную культуру начался с 1970-х годов. Именно тогда обрели популярность Принс, The Replacements, Hüsker Dü. С начала XXI века в Миннесоте развивается хип-хоп, миннеаполитанская группа Atmosphere является одной из ключевых групп андеграундного хип-хопа США.
В соответствии с законами штата, в государственных школах должны быть предложены к изучению не менее трех из следующих дисциплин: танцы, медиаискусство, музыка, театр, изобразительное искусство; ученики обязаны выбрать хотя бы одну из них в обязательном порядке. Обучение проходит в начальных и средних классах, многие школьники также продолжают заниматься этими предметами и в старших классах факультативно. Зачастую при школах организуются марширующие оркестры, хоры и т. п. Высшее музыкальное образование доступно в нескольких университетах, включая Миннесотский университет, где можно обучаться по таким дисциплинам, как музыковедение, музыкотерапия, дирижирование.

## Погода

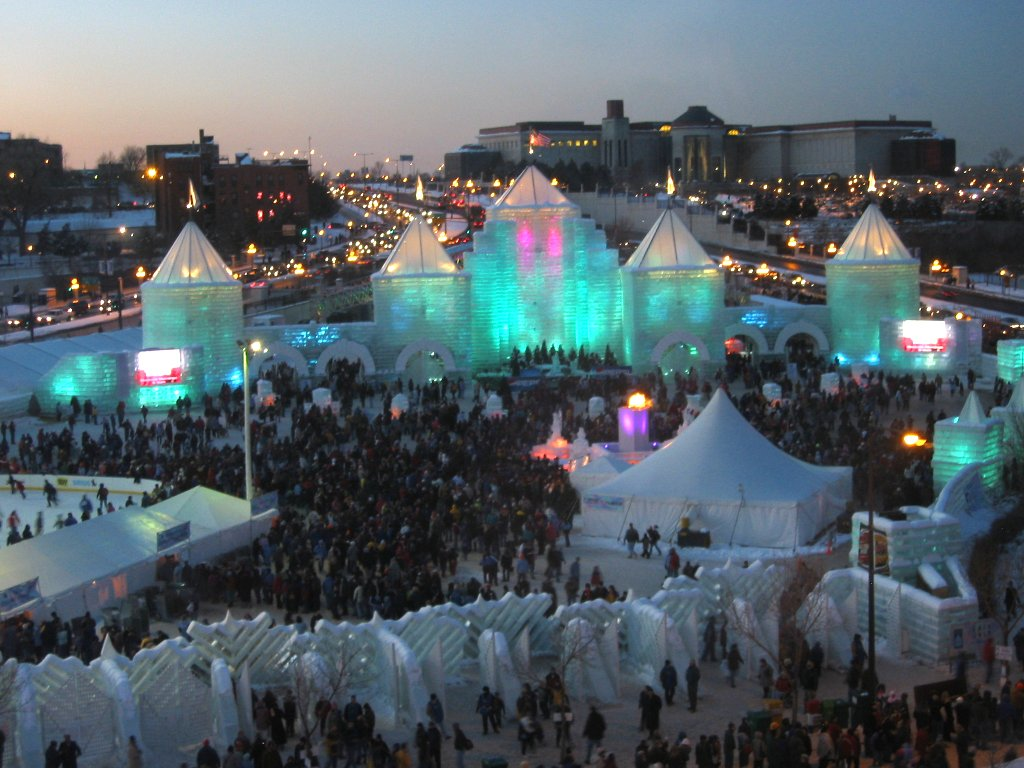
Зимний карнавал

Среди всех штатов континентальной части США Миннесота считается самым северным штатом, хотя с географической точки зрения это не совсем корректно: на участке от побережья Тихого океана до Великих озёр американо-канадская граница проходит ровно по 49 параллели, вдоль которой расположены штаты Вашингтон, Айдахо, Монтана, Северная Дакота и Миннесота. Однако в Миннесоте самый суровый из них климат: так, «холодильник нации» городок Интернашенал-Фолс располагается именно в Миннесоте. Вследствие этого Миннесота имеет репутацию холодного и заснеженного штата с продолжительной суровой зимой. Сами жители Миннесоты шутят, что есть только два сезона: зима и дорожное строительство (долгие зимы повреждают дорожное покрытие, а ежегодная лихорадочная ремонтная работа вызывает заторы на дорогах).
В массовой культуре Миннесота зачастую противопоставляется южным штатам. Например, в фильме «Замерзшая из Майами» переезд главной героини из Флориды в Миннесоту символизирует столь же глубокие изменения её характера, сколь велика разница в климате этих штатов. В мультфильме «Головоломка» семья Райли переезжает из Миннесоты в Калифорнию, являющуюся полной её климатической противоположностью, чем подчеркивается стресс Райли от переезда. В фильме «Фарго» мрачная и негостеприимная миннесотская зима служит фоном для такого же мрачного сюжета.
В 1886 году в ответ на заявление нью-йоркского журналиста, что климат Миннесоты непригоден для проживания, в Сент-Поле был построен огромный ледовый дворец высотой 32 метра из ледяных блоков, вырезанных из близлежащего озера. Это положило начало традиции Зимнего карнавала в Сент-Поле, десятидневного фестиваля, посвященного зимнему сезону.

## Спорт

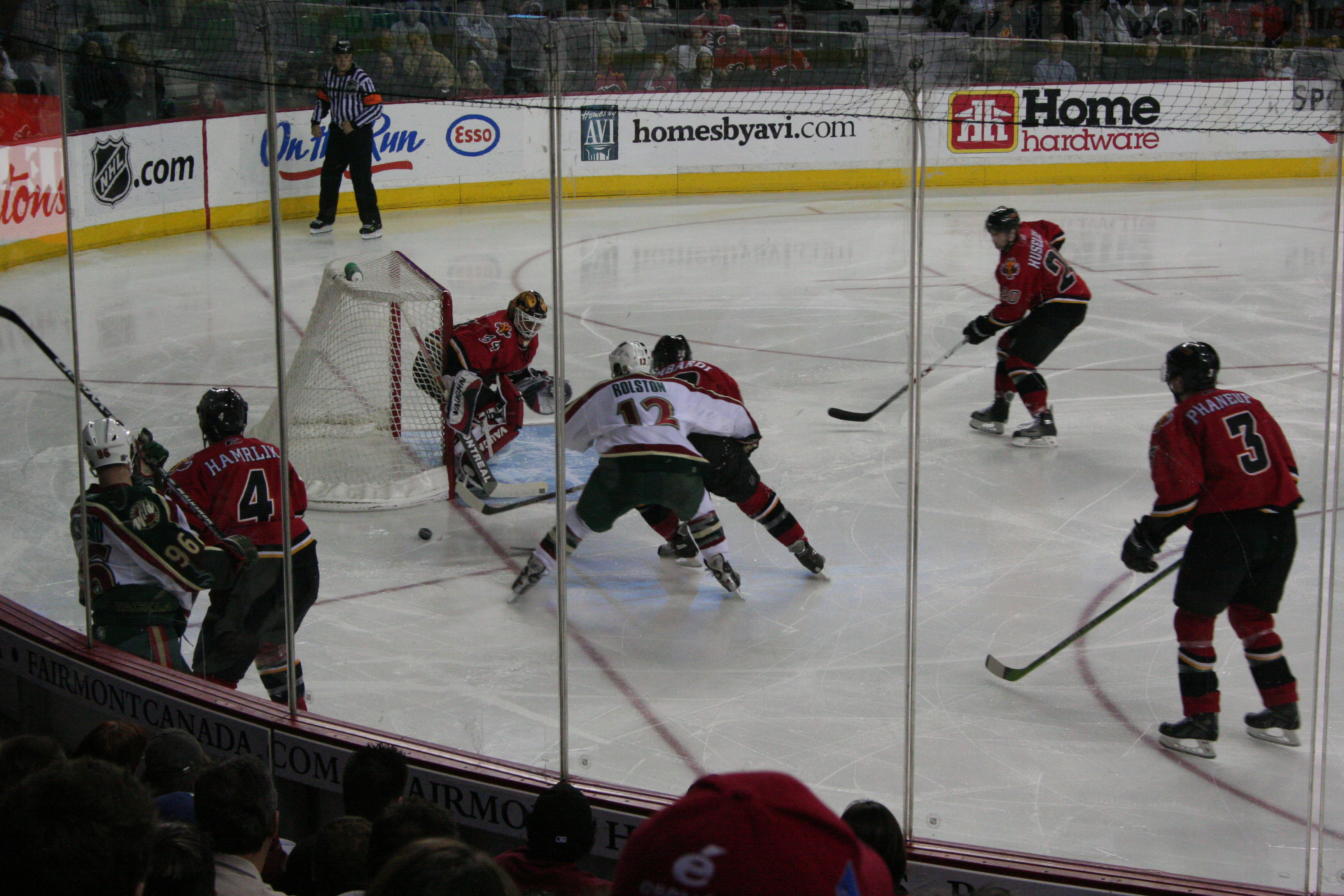
Хоккей. Миннесота Уайлд против Калгари Флэймз

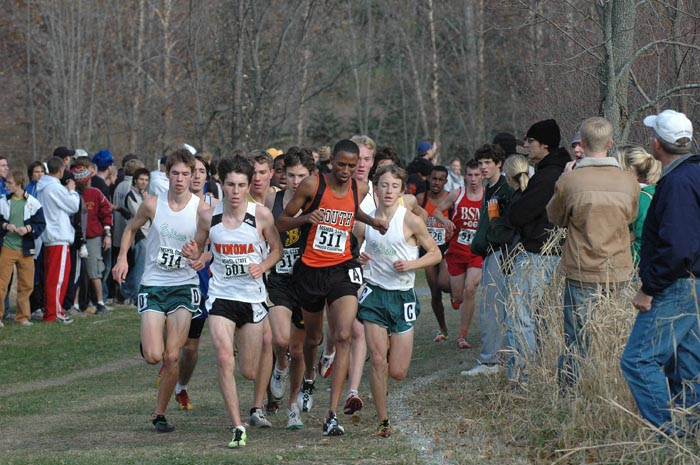
Соревнования по бегу (кроссу) в Миннесоте.

Продолжительные зимы в Миннесоте способствовали развитию в ней зимних видов спорта. Кёрлингисы, лыжники и саночники Миннесоты неоднократно участвовали в зимних Олимпийских играх. В Миннесоте распространена подледная рыбалка.
Но наиболее популярным зимним видом спорта является хоккей. Большинство игроков сборной США по хоккею, завоевавшей серебряную медаль на Олимпиаде 1972 года, были уроженцами Миннесоты. Город Эвелет, где находится Зал хоккейной славы США, может похвастаться количеством качественных игроков и вкладом города (и остальной части Месаби) в рост и развитие хоккея в Соединенных Штатах. В период с 1967 по 1993 в НХЛ выступал хоккейный клуб «Миннесота Норт Старз».
Хоккей с мячом в США считается исключительно миннесотским видом спорта.
Из летних видов спорта наибольшей популярностью пользуется легкая атлетика. История легкой атлетики в Миннесоте восходит к ранним годам штата. По мере роста городов и поселков в 1890-х годах соревнования по легкой атлетике стали популярными в школах и колледжах. Ранние олимпийские соревнования (особенно летние Олимпийские игры 1908 года) повысили популярность «марафона», дистанции в 26,2 мили, и в Миннесоте были свои собственные забеги до 1920 года. С тех пор появилось множество местных марафонов. Популярность и широкая распространённость бега делают Миннесоту одним из самых здоровых штатов Америки.
Количество игроков в гольф на душу населения в Миннесоте больше, чем в любом другом штате США.
Выступающие в профессиональных спортивных лигах команды Миннесоты:
- Хоккей. Хоккейный клуб «Миннесота Уайлд» выступает в НХЛ с 2000 года.
- Бейсбол. Миннесота Твинс — профессиональный бейсбольный клуб, выступающий в Центральном дивизионе Американской лиги Главной лиги бейсбола (МЛБ).
- Баскетбол. В штате базируется баскетбольная команда «Миннесота Тимбервулвз», выступающая в НБА. Женская «Миннесота Линкс».
- Американский футбол. Миннесота Вайкингс — профессиональный клуб американского футбола, выступающий в Национальной футбольной лиге. Женская Миннесота Виксен.
- Футбол (соккер). Миннесота Юнайтед c 2017 года выступает в MLS, высшей футбольной лиге США и Канады.

## Туризм

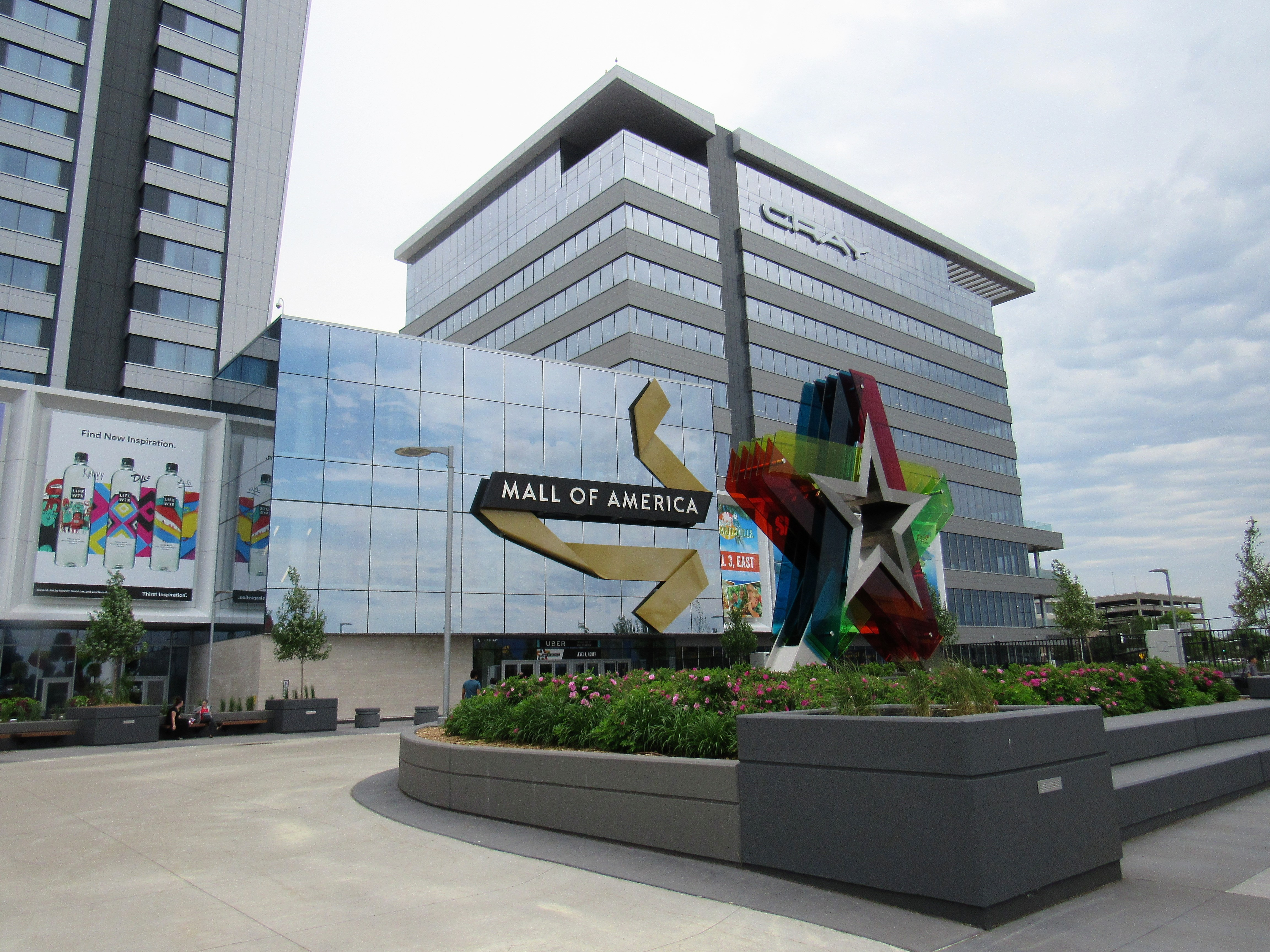
Mall of America (один из входов)

Миннесота является привлекательным для туризма штатом: в 2022 году объём туристического рынка составил 13,4 миллиардов долларов «прямого влияния» и 23,3 миллиарда долларов «косвенного воздействия». Внутренний туризм развит наравне с внешним: в общем туристическом потоке приезжими является 51 % туристов. Но при этом из последних 90 % приезжают в Миннесоту из других штатов Среднего Запада, правительство Миннесоты стремится повысить популярность своего штата для гостей из более отдаленных мест.
Популярностью пользуются все четыре сезона и все виды туризма, однако наибольшее распространение имеет экотуризм, связанный с отдыхом на природе. На территории Миннесоты расположено более 10000 озёр, что обуславливает популярность отдыха на воде. Среди всех штатов США в Миннесоте максимально количество зарегистрированных лодок на душу населения.
Миннесота является одним из самых благоприятных штатов США для велотуризма.
Своеобразным туристическим объектом Миннесоты является торговый центр Mall of America. Он был открыт в 1992 году и является одним из крупнейших торговых центров мира. Ежегодно его посещают 40 миллионов человек, что больше населения Миннесоты в 8 раз и превышает годовой туристический поток в Уолт Дисней уорлд, Грейсленд и Большой каньон вместе взятые. 90 % посетителей торгового центра — жители соседних с Миннесотой штатов США и территорий Канады.

## Деятели культуры, связанные с Миннесотой

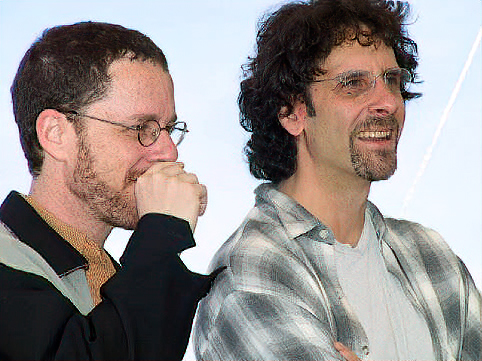
Братья Коэн

- Братья Коэн, миннесотское происхождение которых оказывает влияние на их творчество. Так, действие их фильма «Серьёзный человек» происходит среди еврейской общины ашкенази в пригороде Миннеаполиса Сент-Луис-Парк в конце 1960-х годов[57].
- Терри Гиллиам, англо-американский режиссер и участник комик-труппы «Монти Пайтон».
- Джуди Гарленд, актриса (Дороти в классическом «Волшебнике страны Оз») и мать Лайзы Миннелли.